# アラスカ航空261便墜落事故

261便墜落までの航跡図

アラスカ航空261便墜落事故（英語: Alaska Airlines Flight 261）とは2000年1月31日にアメリカ合衆国西海岸沖で発生した航空事故である。後に水平安定板の故障が事故の原因と断定された。

## 事故の概要
2000年1月31日、アラスカ航空261便はマクドネル・ダグラスMD-83（機体記号：N963AS、1992年製造）で運航されていた。フライトプランではメキシコのプエルト・ヴァリャルタ国際空港を出発しサンフランシスコ国際空港経由でシアトルに向かう予定であった。13時37分（PST、アメリカ太平洋標準時）に出発した。
離陸上昇中の高度6,200フィート (1,900 m)でオートパイロットをセットした。しかし、設定上昇率が得られないためにオートパイロットを解除して手動操縦で上昇を続けたが、この間ずっとおよそ 50 ポンド (23 kg) の力で操縦桿を引いていなければならなかった。その後高度31,000フィート (9,400 m)で水平飛行に移ったが、どうやら水平尾翼の水平安定板が正常に動作していないらしく、トリム操作をいくら行っても高度を維持するためには絶えず 30 ポンド (14 kg) で操縦桿を引いていなければならない状態が続いた。
およそ2時間後の15時46分ごろ、操縦桿を引かなくてはならない力が5 kgを下回るようになったので、再びオートパイロットをセットした。この段階ですでにコックピットとアラスカ航空の運航管理者およびメンテナンス担当者の間で社内無線によるやり取りが行われており、水平安定板が正常に動いていないことが認識されていた。機長は現在位置から近く、かつアラスカ航空のメンテナンス施設があるロサンゼルス国際空港へのダイバートを主張したが、運航管理者は本来の目的地であるサンフランシスコまで飛行することを希望した。またこの頃より周辺を飛行中の航空機に対して、同機が通常の飛行ができないために距離を保って飛行することと、同機の状態を逐次監視するように伝えられていた。
16時9分、さらなるチェックをしようとオートパイロットを解除したところ、水平安定板の急激な動きを知らせる警報音とともに突然急降下が始まった。操縦士らの懸命な操縦で80秒後になんとか安定を取り戻した時にはおよそ8,000フィート (2,400 m)降下していた。このときの回避操作では操縦桿を 120ポンド（54kg）以上の力で引く必要があった。
この急降下でロサンゼルス国際空港への緊急着陸が決定的になり、着陸準備を始めた16時19分に衝撃音とともに再び猛烈な機首下げになり、ついには完全に裏返しになるなどコントロールを失い、16時21分にカリフォルニア州アナパカ島の北およそ4.3キロメートルの太平洋上に墜落した。
なおコントロールを失い墜落するまでの同機の状態は、周辺を飛行中の数機の航空機から逐一伝えられていたために、すぐに沿岸警備隊の船舶とヘリコプターが救援に駆け付けた。しかし、乗客83名と乗員5名の88名全員が死亡した。

## 事故原因

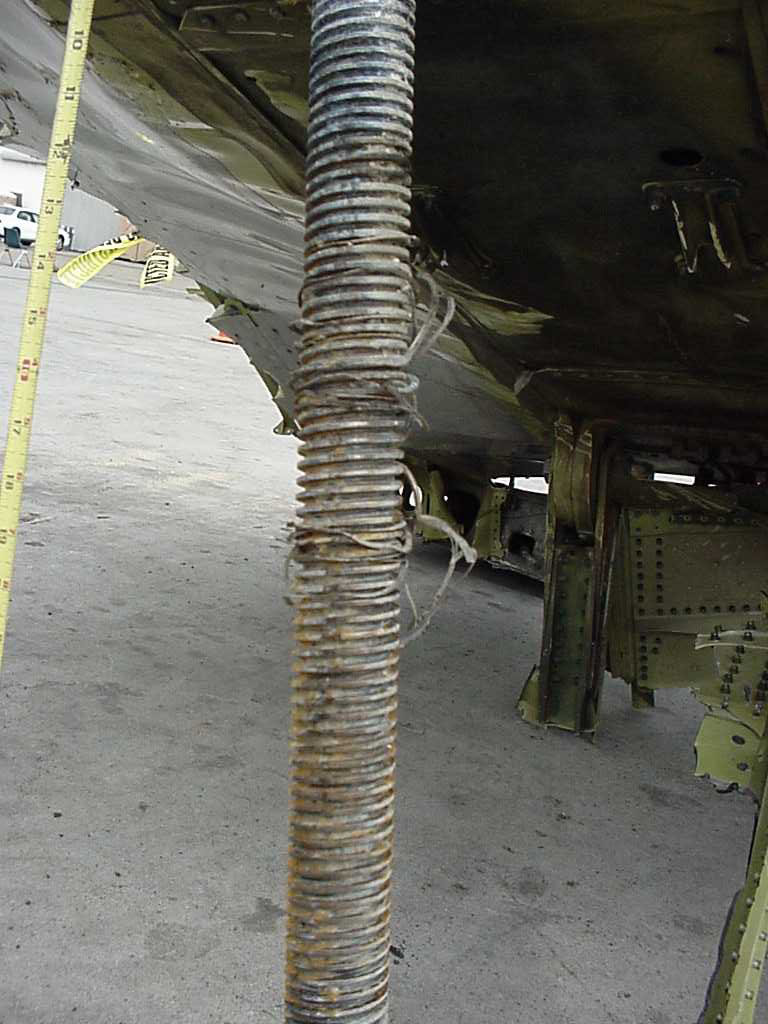
ねじ山の削りカスが巻きついている事故機のアクメねじ

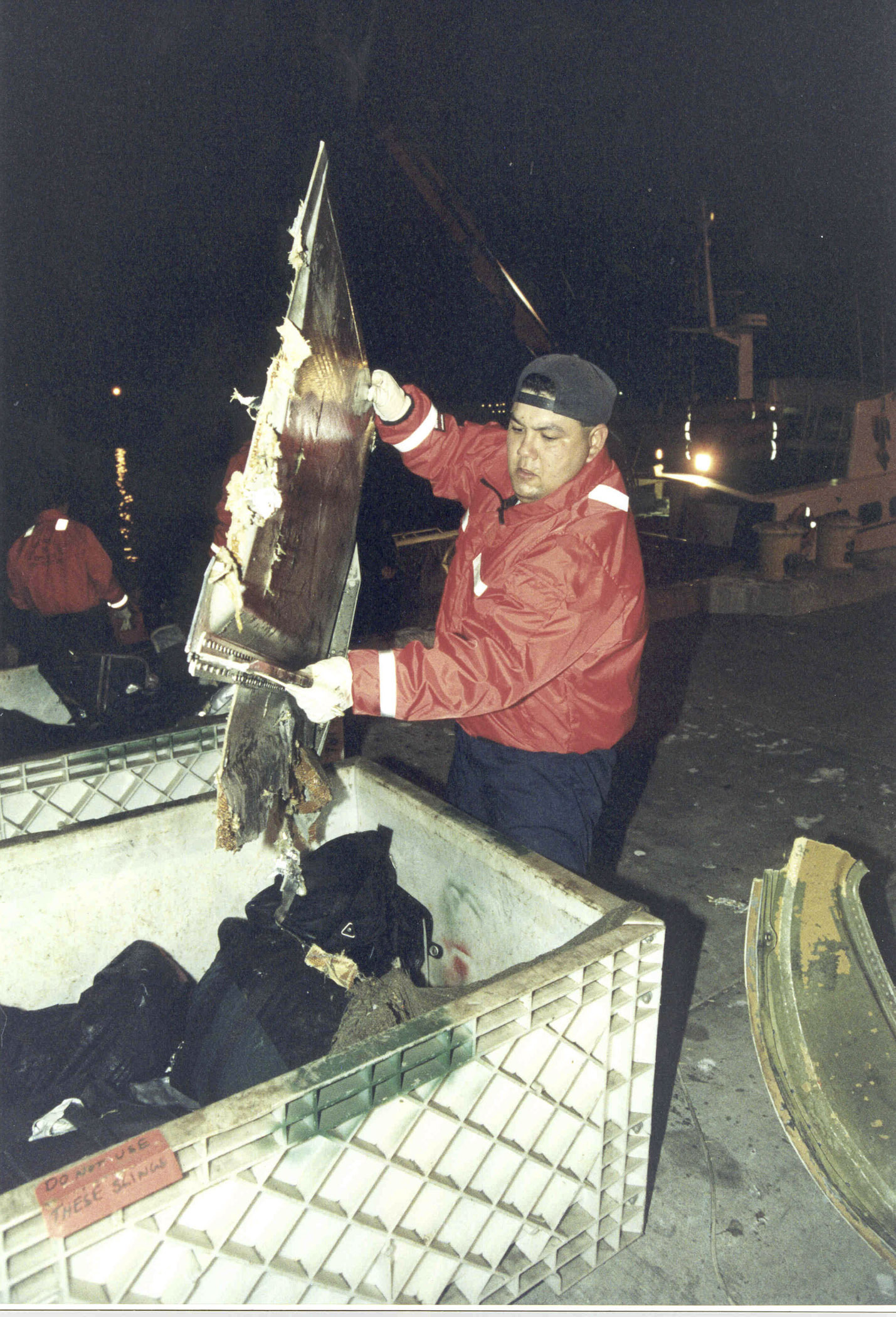
回収された261便の残骸

事故はスタビライザートリムの故障が引き金となったが、墜落を起こした261便の機体のスタビライザートリムそのものに大きな損傷はなかったことから、航空業界ではそれほど注目されていなかった。しかし墜落現場から回収された部品のうち、水平安定板の前部のつけ根にある、トリムモーターで回転することで水平安定板を上下方向に動かすトルクチューブのアクメねじ（台形ねじ）とそれを受けるナットには磨耗を防ぐための潤滑油がなかったことから、使用によりナットの内側のねじ山が急激に磨耗して、削り取られたねじ山の削りカスが紐状になってアクメねじに巻きついていた。そのため、事故原因は不適切なメンテナンスが招いたと断定された。
水平安定板の潤滑油の検査間隔がメーカー推奨の600時間に対してアラスカ航空では約4倍の2500時間となっていたため、261便に使用されていた機体の水平安定板の部品は油切れを起こしていた。また、ナットのねじ山が削り取られ紐状の削りカスとなってアクメねじに絡みつき、ナットの内側に詰まったことで動かなくなった水平安定板が一時的に動き出したのは、離陸上昇中にパイロットがオートパイロットを解除して手動操縦でアクメねじを回すトリムモーターを作動させたことが要因だが、主モーターだけでは出力が足りなかったため、その後に副モーターも同時に起動させた。これにより機体は一旦安定を取り戻したものの、ナットのねじ山が摩耗してなくなっていたため、水平安定板にかかる風圧の影響もあって噛み合う物がなくなったアクメねじが上方向に引っ張られる機械的な過負荷が生じ（これが16時9分ごろと見られる）、アクメねじの先端の留め具が疲労破壊を起こした。最終的にはこの疲労破壊でアクメねじがナットから抜けて（16時19分の衝撃音はこの時の音と思われる）宙に浮いたアクメねじを支える物がなくなり、これに伴って風圧で水平安定板が大きく後傾し、機首を上げることができなくなってそのまま墜落した。
なお最初に水平安定板が動かなくなった時点で離陸した空港へ引き返していれば最悪の事態は避けられた可能性も指摘されているが、この点について事故報告書では、直ちに引き返さなかったことは「理解できる」判断と評価としている。これは、MD-83には緊急着陸のための燃料放出装置が装備されてないためある程度飛行を継続して燃料を減らす必要があったこと、巡航飛行可能な状態から回復不可能な故障へ進行するとは気づけなかったこと、またチェックリストで直ちに引き返すよう指示されていないことなどの理由による。

## 事故の背景
アラスカ航空は1990年代中盤から他社との競争の中で収益力の低下に悩まされていた。このため、1990年代後半に入ると機体数は既存のままで、運行本数を増やして収益を上げる経営を行っていた。しかし、メンテナンスの際に飛行時間や飛行回数によって定期的に部品を交換しなければならないにもかかわらず、コスト増加の原因になるとして、メーカーマニュアルよりも著しく緩い独自点検マニュアルを整備するに至った。また、運行本数を増やした一方でメンテナンス人員は増やさなかったことから、メンテナンス時間を十分に取れなかった。
現場では人員不足からメンテナンスの時間に追われるようになり、必要最低限にも満たないメンテナンスしか行えない状況となった。日常的に整備記録を改ざんするなどし、実際にはメンテナンスを行っていない機体が客を乗せ空を飛んでいた。
1998年、カリフォルニア州オークランドに所在するアラスカ航空の整備工場に勤めていたある整備士が、アラスカ航空の整備の実態について、監督者が本来承認すべきでない整備記録を承認したり、未完了の作業を完了済としているとして連邦航空局へ内部告発した。以後内部告発者は連邦捜査官に協力して監督者の言動を密かに録音した。連邦航空局は1998年12月22日にアラスカ航空の家宅捜索を行い資料を押収した。アラスカ航空は内部告発者に対して1999年8月に強制的に有給休暇を取得させるなど制裁的措置を行い、内部告発者は2000年にアラスカ航空を名誉棄損で告訴した。内部告発者が1997年に指摘した中に、事故機のねじジャッキとジンバルナットを交換すべきとの内容が含まれていたことから、261便の事故調査はアラスカ航空に対する連邦による捜査の一部となった。2001年12月、連邦の検察官はアラスカ航空の起訴を見送り、多数の規定違反についての罰金支払いのみで終了した。それとほぼ同時期に名誉棄損訴訟についてアラスカ航空は約50万ドル（日本円換算で約6,400万円）を支払って和解に応じた。和解の一環として内部告発者はアラスカ航空を退社した。

## 映像化
- メーデー!:航空機事故の真実と真相
  - 第1シーズン第4話「Cutting Corners」
  - 第20シーズン第5話「Pacific Plunge」（リメイク）
- 世界衝撃映像100連発44　(2023年1月11日放送)
- フライト (映画)

本事故に影響された映画作品。